# Кубок IMSA
Первые международные игры интеллектуальных видов спорта «Кубок IMSA» — спортивный турнир по интеллектуальным видам спорта, прошедший  27-29 апреля 2008 года в Перми.
Организован Международной ассоциацией интеллектуального спорта  (IMSA) и Ассоциацией мультиспорта России (АМР) при поддержке Олимпийского комитета России и Европейского Олимпийского комитета. Генеральный спонсор турнира — «Русская содовая компания».

## Формат соревнований
Кубок IMSA являлся генеральной репетицией перед Всемирными интеллектуальными играми.
Спортсмены соревновались по 4 видам интеллектуального спорта: шахматам, бриджу, шашкам и го.
Регламентом предусмотрена круговая система проведения турнира, соревнования проходили с укороченным лимитом времени, в итоге заняв всего два дня. Победителями стали те, кто набрал большее количество очков. Первое, второе и третье место определяются в каждом виде спорта.
В рамках турнира также проходили показательный матч по сянци, включённым в программу I Всемирных интеллектуальных игр в Пекине, и товарищеские встречи с участием гостей соревнований — послов стран мира и членов Федерального собрания Российской Федерации, участвовавших в проходившей в те же дни в Перми международной конференции «Россия — ЕС: не только нефть и газ». В общей сложности участники соревнований представляли 11 стран: Беларусь, Корею, Латвию, Литву, Молдову, Польшу, Россию, Украину, Францию, Чехию и Эстонию.

## Участники турнира
По регламенту турнира в каждом виде программы было предусмотрено участие 25 спортсменов, но фактически участников было больше. Во всех видах, кроме бриджа, предусматривалось соревнование в индивидуальной программе, а в бридже турнир пар.

### Шахматы
- Анатолий Карпов — многократный чемпион мира
- Александра Костенюк — чемпионка мира в шахматах-960, будущая чемпионка мира в классических шахматах

### Шашки
- Николай Стручков — действующий чемпион мира по русским и бразильским шашкам
- Александр Шварцман — многократный чемпион мира по международным (действующий), бразильским и русским шашкам
- Александр Георгиев — многократный чемпион мира по международным шашкам
- Михаил Горюнов — многократный чемпион мира по русским шашкам (по версии МАРШ)
- Гаврил Колесов — многократный чемпион мира по русским и бразильским шашкам
- Владимир Скрабов — двукратный чемпион мира по русским шашкам (по версии МАРШ)
- Алексей Чижов — многократный чемпион мира по международным шашкам
- Муродулло Амриллаев — экс-чемпион мира по русским шашкам
- Юрий Аникеев — экс-чемпион мира по бразильским шашкам
- Олег Дашков — экс-чемпион мира по русским шашкам  (по версии МАРШ)
- Ион Доска — экс-чемпион мира по бразильским шашкам
- Юрий Королёв — экс-чемпион мира по русским шашкам  (по версии МАРШ)
- Аркадий Плакхин — экс-чемпион мира по русским шашкам
- Татьяна Тетерина — экс-чемпионка мира по русским шашкам (по версии МАРШ)
- Николай Абациев — двукратный чемпион СССР, обладатель шашечного «Оскара»

### Бридж
- Андрей Громов и Александр Дубинин

### Го
- Александра Костенюк

## Результаты

### Бридж[5]
1. Андрей Громов — Александр Дубинин — 90 очков «выше середины»
2. Максим Хвень — Евгений Рудаков — 74,5
3. Василий Левенко — Свен Сестер — 67

### Го[5]
1. Хек Ли — 6/6
2. Андрей Кульков — 5/6
3. Дмитрий Сурин — 5/6

### Шахматы[5][6]
1. Андрей Шариязданов — 5,5 в финальном турнире
2. Виталий Шинкевич — 4,5
3. Руслан Щербаков — 4,5

Александра Костенюк заняла седьмое место.

### Шашки[7]
- Русские шашки:

1. Муродулло Амриллаев — 12/18 (4+5=0-)
2. Александр Шварцман — 11/18 (4+4=1-)
3. Ион Доска 11/18 (4+4=1-)

- Международные шашки:

1. Александр Шварцман — 17/22 (6+5=0-)
2. Алексей Чижов — 16/22 (5+6=0-)
3. Александр Георгиев — 15/22 (6+3=2-)